# Кут (комуна)
Кут (рум. Cut) — комуна у повіті Алба в Румунії. До складу комуни входить єдине село Кут.
Комуна розташована на відстані 253 км на північний захід від Бухареста, 16 км на південний схід від Алба-Юлії, 93 км на південь від Клуж-Напоки.

## Населення
У 2009 році у комуні проживали 1254 особи.